# Petrus Abaelardus

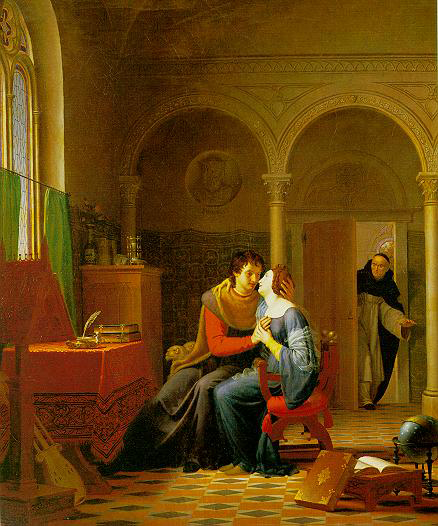
Abaelardus en Héloïse op een schilderij van de Franse schilder Jean Vignaud uit 1819

Pierre Abélard, gelatiniseerd tot Petrus Abaelardus (Le Pallet bij Nantes, 1079 – in het klooster St. Marcel bij Chalon-sur-Saône, 21 april 1142), was een middeleeuwse Franse theoloog en filosoof die gerekend wordt tot de scholastici. Hij ligt begraven op het kerkhof Cimetière du Père-Lachaise in Parijs.
Abaelardus was op jonge leeftijd reeds iemand met een grote reputatie te Parijs. Eerst was hij leraar in de dialectica en vervolgens docent theologie aan de kathedraalschool van de Notre-Dame.

## Leven
Abélard werd geboren als oudste zoon van Bérenger, de letterlievende heer van het dorp Le Pallet in Bretagne. Zijn familie behoorde tot de 'kleine adel'. Raoul en Dagobert waren zijn broers. Abélard wilde geen krijgsman worden, zag af van zijn rechten als oudste zoon en verliet het ouderlijk huis om strijd te leveren op het terrein van studie en wetenschap. Hij trok van de ene school naar de andere en wilde zich de redeneerkunst eigen maken. Hij zwierf van Anjou naar Maine en Toraine.

### Roscelin
In Loches zat hij aan de voeten van Roscelin, maar ze werden gezworen vijanden, omdat hij tijdens de colleges diens opvattingen krachtig bestreed. Op zijn zwerftocht als goliard, behorende tot de 'groep vagebonderende intellectuelen, zwervende studenten en verlopen geestelijken', belandde hij in Parijs. Hij was een voortreffelijk dichter, beschikte over een goede stem en voorzag vermoedelijk in zijn levensonderhoud door net als de goliards eigen verzen voor te dragen. Zijn roem als dialecticus was inmiddels al gevestigd. Hij beweerde over zichzelf: 'de me presumens', waarmee hij wilde zeggen: 'wees je ervan bewust hoeveel ik waard ben'.

### Willem van Champeaux
Magister Willem van Champeaux was befaamd om zijn redeneerkunst en Abélard werd zijn leerling. De leerling dreef zijn leermeester in het defensief en die moest uiteindelijk het onderspit delven. De studenten kozen zijn kant, maar Abélard, inmiddels zelf magister geworden, werd gedwongen uit Parijs te vertrekken. Hij had evenwel het recht verworven om zelf te doceren. Hij vestigde zich in Melun en daarna in Corbeil, waar heen studenten hem volgden om zijn originaliteit en nieuwe ideeën. Hij werd ernstig ziek en trok zich enige jaren terug in Bretagne. Toen trok hij opnieuw naar Parijs, hervatte zijn strijd met Willem, die zich gedwongen zag enkele van zijn stellingen te wijzigen, maar daarna moest Abélard toch weer zijn toevlucht zoeken in Melun. Bij gebrek aan leerlingen trok Willem zich terug op de Montagne Sainte-Geneviève. Daar vestigde zich ook de teruggekeerde, triomferende Abélard en studenten wisten hem daar te vinden. Het Île de la Cité stroomde leeg en de Montagne werd het centrum van kennis en cultuur.

### Anselmus
Abélard wilde zich in de theologie verdiepen om zich te meten met theologen, die beweerden dat hun wetenschap, de godgeleerdheid, boven alles verheven was. Hij ging naar Laon om in de leer te gaan bij Anselmus, 'de vermaardste theoloog van zijn dagen'. Ook Anselmus viel hij hevig aan. Abélard vergeleek hem met 'de vijgenboom die door de Heer vervloekt werd'. Om te bewijzen dat hij zelf beter kon onderwijzen kwam hij voor de dag met een commentaar op de profetieën van Ezechiël. Om dit commentaar, dat enthousiast werd ontvangen, te vervolgen, keerde hij terug naar Parijs. Daar nam hij Heloïse, een 17-jarig meisje dat al in heel Frankrijk geroemd werd om haar kennis, aan als zijn leerling, terwijl haar oom, kanunnik Fulbert, hem in natura betaalde: voedsel en onderdak.

### Héloïse
Abélard is minstens even beroemd vanwege zijn privéleven, waarover een uitgebreide briefwisseling tussen hem en zijn geliefde Héloïse is overgeleverd. Toen de dialecticus lesgaf in Parijs, verwekte hij een kind bij Héloïse, die het nichtje was van de domkanunnik Fulbertus bij wie hij in huis woonde. Abélard bracht Heloïse onder bij zijn zusje in Bretagne om van Astrolabus te bevallen en liet oom Fulbert weten dat hij met Heloïse zou trouwen. Maar dat moest wel strikt geheim blijven, want om wijsbegeerte en godgeleerdheid te mogen onderwijzen moest men kanunnik zijn en met een huwelijk vergooide Abélard zijn kansen daarop. Heloïse wilde daarom niet met hem trouwen. Ze veronderstelde dat hij met haar als echtgenote geen roem zou verwerven. Hij bleef bij zijn voornemen om te huwen en samen reisden ze naar Parijs. Hun zoon bleef in Bretagne achter. Oom Fulbert zou zelfs bij de huwelijksceremonie aanwezig zijn, maar hield zich niet aan zijn belofte zijn mond te houden. Om kletsverhalen uit de wereld te helpen bedacht Abélard een list: Heloïse moest zich terugtrekken in het klooster van Argentueil en het gewaad van een noviet aannemen tot kwade geruchten verstomd waren. Abélard verklaarde intussen dat er van een huwelijk helemaal geen sprake was. Uit wraak liet oom Fulbert hem door twee misdadigers castreren en mochten de geliefden elkaar niet meer zien. Abélard trok naar de abdij van Saint-Denis. Hij genas er van zijn verwondingen en schreef er zijn eerste theologische traktaat, over de heilige drie-eenheid. Boze theologen organiseerden toen in 1121 te Soissons een concilie om hem te veroordelen. Toen hij kwam opdagen ontkwam hij ternauwernood aan een lynchpartij, zijn traktaat werd verbrand en hij werd veroordeeld tot een levenslang verblijf in een klooster. Abélard ontvluchtte ook Saint-Denis en in 1132 een Bretons klooster, waar hij abt was geworden. De bisschop van Troyes ontfermde zich over hem. Op een stuk grond bij Nogent-sur-Seine mocht hij een onderkomen bouwen. Er kwamen studenten en het verblijf werd in steen herbouwd en toegewijd aan de Parakleet, de Heilige Geest als Vertrooster. Toen Héloïse het klooster van Argenteuil moest verlaten, vormde Abélard dit klooster om tot vrouwenklooster en benoemde Héloïse tot abdis. De beroemde  briefwisseling tussen Heloïse en Abélard wordt geacht vanuit dit klooster te hebben plaatsgevonden.

### Bernardus van Clairvaux
Toen de abt van Saint-Denis, eigenaar van het klooster van Argentueil, de zusters te kennen gaf het klooster te verlaten, bood Abélard hen zijn Parakleet aan waar ze voor altijd mochten blijven. De Parakleet van Nogent werd in 1131 een abdij. Zelf keerde hij rond 1136 terug naar Parijs om filosofie en theologie te onderrichten. Hij kreeg er last met Bernardus van Clairvaux, die niets verderfelijker vond dan zijn onderwijs. Hij was hier door zijn boezemvriend de cisterciënzer monnik Willem van Saint-Thierry omstreeks 1140 op gewezen. Bernard wist niet Abélard en zijn studenten op andere gedachten te brengen en ging over op een andere tactiek: een campagne, waarin Abélard in woord en geschrift van alle kanten met venijnige aanvallen werd bestookt. Abélards werk zou immers ketters zijn. Abélard wilde de strijd met Bernard aangaan de dag na de opening van een tentoonstelling van relikwieën in Sens op 2 juni 1140. Abélard zou er zijn stellingen uiteenzetten en Bernard werd uitgenodigd deze te weerleggen. Bernard, die een openlijke discussie niet aandurfde, wilde een succesvol optreden van zijn tegenstander onmogelijk maken en stelde in de nacht van 2 op 3 juni een lijst met 19 'verwerpelijke' stellingen samen met de aanwezige prelaten, waarvoor Abélard zich de volgende dag zou moeten verantwoorden. Opeens moest Abélard zich tegen de beschuldiging van ketterij verdedigen en hij weigerde dan ook maar één woord aan de zaak te verspillen. De kwestie moest maar aan paus Innocentius II in Rome worden voorgelegd. Bernard schreef brieven aan de paus en aan drie kardinalen en ging zelfs zelf met de groep mee, die naar Rome trok.

### Petrus Venerabilis
Op eigen gelegenheid trok Abélard naar Rome om zich te verdedigen, maar hij hield onderweg voor een rustkuur halt bij Petrus Venerabilis, de hoofdabt van Cluny. De paus veroordeelde de 'verdorven leerstellingen' van Abélard en hem zelf. Abélard kreeg 'een eeuwig stilzwijgen' opgelegd: hij mocht nooit meer spreken of schrijven over de kerkelijke geloofsleer. Alle boeken van Abélard werden aangemerkt als een bedreiging voor het katholieke geloof en moesten vernietigd worden. De schrijver ervan moest in een geschikt klooster worden opgesloten. Zijn boeken werden symbolisch verbrand in de Sint-Pieter. Door steun van Petrus Venerabilis mocht Abélard in Cluny blijven en bovendien toch weer onderwijzen en werken publiceren. Petrus wist Abélard en Bernard zelfs weer vrede te laten sluiten. Abélard schreef een nieuwe versie over De Dialectiek, een geestelijk testament, een gedicht in tweeregelige verzen, voor zijn zoon Astrolabus en een Dialoog tussen een filosoof, een jood en een christen, waarin hij wat zij deelden onder de aandacht wilde brengen.  Begin 1142 werd hij ziek en naar het dochterklooster Saint-Marcel-de-Chalon aan de Saône gestuurd, maar het mocht niet meer baten. Hij blies 21 april 1142, twee dagen na Pasen, de laatste adem uit. 

### Na zijn overlijden
Op verzoek van Heloïse werd het stoffelijk overschot van Abélard in 1144 overgebracht naar de door hem gestichte Abdij van Le Paraclet. Rond dat moment gaf Petrus Venerabilis  in zijn hoedanigheid van abt nullius van Cluny hem een volle aflaat voor de verdenkingen van ketterij die op hem rustten. 
Heloïse organiseerde rond zijn graf een echte cultus. Er ontstond een jaarlijkse herdenkingsplechtigheid op Paasdag, met gezangen en een processie. Toen Heloïse stierf 16 mei 1164, eveneens op de leeftijd van 63 jaar, werd ze onder haar geliefde begraven. De Abdij van Le Paraclet werd meermalen verlaten, maar de jaarlijkse herdenkingen bleven gehandhaafd, ook door de lokale bevolking, totdat de abdij in 1792 definitief werd opgedoekt. 
Onder invloed van de jonge romantiek werden in 1800 de resten van Abélard en Heloïse naar Parijs overgebracht waar voor hen een neogotisch mausoleum werd gebouwd, dat sinds 1817 geplaatst is op het Cimetière du Père-Lachaise. 

## Werken

### Sic et non
Hij wilde de juiste vragen stellen bij het ordenen van de bestaande informatie van Anselmus van Laon; hierbij kwamen heel wat tegenstrijdigheden aan het licht. Zelfs het noemen van die tegenstrijdigheden vonden sommige tijdgenoten reeds gevaarlijk. Zo vond Bernard van Clairvaux alleen het geloof een vast uitgangspunt. Bernardus zou de hevigste tegenstander van Abaelardus blijken en de twee zouden zich volgens de legende pas op het sterfbed van Abaelardus verzoend hebben. In Abaelardus' werk Sic et non (Ja en neen), wekt hij de indruk dat hij de tegenstellingen allebei waar vond en dat niets voor hem vast stond.
Abaelardus wilde echter eerst begrijpen en pas daarna geloven (nihil credendum nisi prius intellectum). Zijn leer gaat dus uit van de twijfel. Dat zou dan in tegenspraak zijn met Anselmus' bedoeling. Ook zijn tegenstanders vonden dat hij niet naar de bedoeling van een verkeerde daad moest vragen, maar een verkeerde daad onmiddellijk in strijd met Gods geboden moest verklaren. Abaelardus vond dat een zonde alleen een zonde is als die uit vrije wil wordt gepleegd en dus tegen het eigen geweten ingaat. Hij wijst hiermee als eerste op het belang van de intentie van een daad, een aspect dat een grote rol is gaan spelen in de latere middeleeuwse theologie over schuld en boete. De leer van Abaelardus was in strijd met de heersende kerkelijke ideeën. Hij werd in de ban gedaan en zijn leer werd in 1140 door de synode van Sens veroordeeld.

### Universaliënstrijd
Abaelardus is verder vooral bekend door zijn benadering in de universaliënstrijd, waarbij hij een positie innam die als een soort synthese kan worden gezien tussen de posities van Roscellinus van Compiègne en Willem van Champeaux, en ook door zijn reeds genoemde correspondentie met Héloïse en zijn autobiografie, de Historia calamitatum. Er is de laatste jaren onder historici fel gedebatteerd over de echtheid en het karakter van deze brieven, die in literair opzicht hoe dan ook van hoog niveau zijn.

### Dichtwerken
Abaelardus is eveneens bekend als een belangrijk dichter en componist. Abaelardus componeerde enkele liefdesliederen voor Héloïse die verloren zijn gegaan. Hij componeerde eveneens een hymneboek voor de religieuze orde te Argenteuil waartoe Héloïse was toegetreden. Hij schreef ook eenstemmige hymnes en sequensen op teksten uit de Codex Las Huelgas en zes Bijbelse planctus (lamentaties).

## In Nederlandse vertaling
- Brieven van Abelard en Heloïze, W.L. & J. Brusse, Rotterdam, 1929.
- De minnebrieven van Abelard en Heloïse, Nederlandsche Boekhandel, Antwerpen, 1980. Vertaald door Victor Heylen.
- Een liefdesgeschiedenis in de twaalfde eeuw, Ambo, Baarn, 1997. Keuze uit de briefwisseling in de jaren 1132-1133. Vertaald door Chris Tazelaar.
- De briefwisseling met Héloïse, Ambo, Amsterdam, 1998. Volledige vertaling van de briefwisseling van Abélard met Héloïse. Vertaald en toegelicht door Chris Tazelaar.
- Het verhaal van mijn rampspoed, vertaald en ingeleid door István Bejczy, 2011. ISBN 9789061006473 (= Historia calamitatum mearum)
- Gesprek tussen een filosoof, een jood en een christen, vertaald en toegelicht door Ted Bagchus, Jozef Crousen en Rien Jonkers, Uitg Klement, Utrecht, 2013. ISBN 9789086871247
- Alleen maar woorden. Brieven van Heloïse en Abelard, vertaald door Ramon Selles, Uitg. Damon, Eindhoven, 2023, 240 blz.